# 法若齐什
法若齐什是葡萄牙波尔图区的一个堂区。总面积7.13平方公里，总人口1467人，人口密度205.8人/平方公里。